# Olympique Lyonnais 2008-2009

## Rosa
Aggiornata al 15 maggio 2009.
| N. |                                 | Ruolo | Calciatore             |
| -- | ------------------------------- | ----- | ---------------------- |
| 1  | Francia (bandiera)              | P     | Hugo Lloris            |
| 2  | Francia (bandiera)              | D     | François Clerc         |
| 3  | Brasile (bandiera)              | D     | Cris                   |
| 4  | Francia (bandiera)              | D     | Jean-Alain Boumsong    |
| 5  | Francia (bandiera)              | C     | Mathieu Bodmer         |
| 6  | Svezia (bandiera)               | C     | Kim Källström          |
| 7  | Brasile (bandiera)              | C     | Ederson                |
| 8  | Brasile (bandiera)              | C     | Juninho                |
| 10 | Francia (bandiera)              | A     | Karim Benzema          |
| 11 | Italia (bandiera)               | D     | Fabio Grosso           |
| 12 | Francia (bandiera)              | D     | Timothée Kolodziejczak |
| 13 | Francia (bandiera)              | C     | Pierrick Valdivia      |
| 14 | Francia (bandiera)              | A     | Sidney Govou           |
| 15 | Ghana (bandiera)                | D     | John Mensah            |
| 17 | Camerun (bandiera)              | C     | Jean Makoun            |
| 18 | Bosnia ed Erzegovina (bandiera) | C     | Miralem Pjanić         |

| N. |                           | Ruolo | Calciatore         |
| -- | ------------------------- | ----- | ------------------ |
| 19 | Argentina (bandiera)      | C     | César              |
| 20 | Francia (bandiera)        | D     | Anthony Réveillère |
| 22 | Francia (bandiera)        | C     | Clément Grenier    |
| 23 | Costa d'Avorio (bandiera) | A     | Kader Keïta        |
| 25 | Francia (bandiera)        | P     | Joan Hartock       |
| 27 | Francia (bandiera)        | A     | Anthony Mounier    |
| 28 | Francia (bandiera)        | C     | Jérémy Toulalan    |
| 29 | Francia (bandiera)        | A     | Yannis Tafer       |
| 30 | Francia (bandiera)        | P     | Rémy Vercoutre     |
| 31 | Francia (bandiera)        | C     | Saïd Mehamha       |
| 32 | Francia (bandiera)        | D     | Lamine Gassama     |
| 34 | Francia (bandiera)        | A     | Jérémy Pied        |
| 35 | Francia (bandiera)        | D     | Nicolas Seguin     |
| 36 | Francia (bandiera)        | D     | Sébastien Faure    |
| 37 | Francia (bandiera)        | D     | Thomas Fontaine    |
| 39 | Francia (bandiera)        | A     | Frédéric Piquionne |

### Giocatori in prestito
| N. |                    | Ruolo | Calciatore           |
| -- | ------------------ | ----- | -------------------- |
| 24 | Brasile (bandiera) | C     | Anderson → San Paolo |

### Staff tecnico
| Allenatore:            | Claude Puel    |
| Allenatore in seconda: | Patrick Collot |
| Allenatore in seconda: | Bruno Genesio  |